# 維也納經濟大學

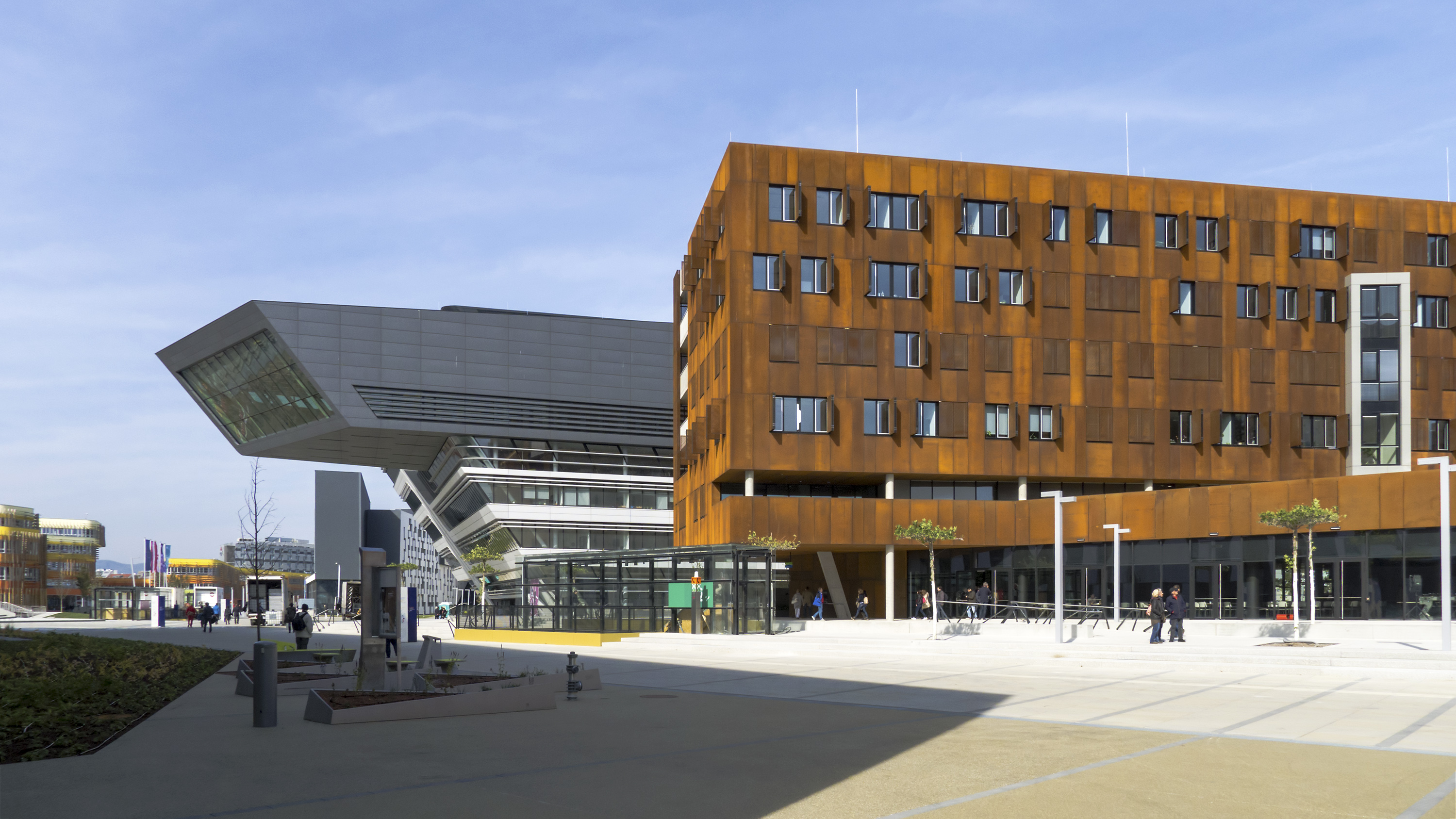
新校區一景，左為知名建築師薩哈·哈帝設計的圖書館

維也納經濟大學（德語：Wirtschaftsuniversität Wien，簡稱WU）是一家位於奧地利維也納的大學，是歐洲最大的經濟與商業大學。
前身是奧匈帝國年代成立的帝國出口學院（德語：k.u.k. Exportakademie），為培養帝國所需未來商業人才而建。在1919年被重新命名為世界貿易學院（德語：Hochschule für Welthandel），於1930年起有權力頒發博士學位，並且於1975年正式升格成為大學。
2013年起搬遷到位於普拉特公園旁邊的新校區。

## 校友
- 托马斯·克莱斯蒂尔 - 前奧地利總統
- 弗朗茨·弗朗尼茨基 - 前奧地利總理
- 迪特里希·馬特希茨 - 紅牛公司創辦人
- 羅旭德 - 前西門子行政總裁